# Lerche (Automarke)
Lerche war eine deutsche Automarke.

## Unternehmensgeschichte
Das Unternehmen Westfälische Fahrrad- und Automobil- & Metall-Industrie Wilhelm Burow aus Recklinghausen begann 1906 mit der Produktion von Automobilen. Im gleichen Jahr endete die Produktion.

## Markenzeichen
Das Markenzeichen zeigte einen Vogel mit ausgebreiteten Flügeln. Darunter der Schriftzug LERCHE in grünen Großbuchstaben.